# 八卦山銀橋

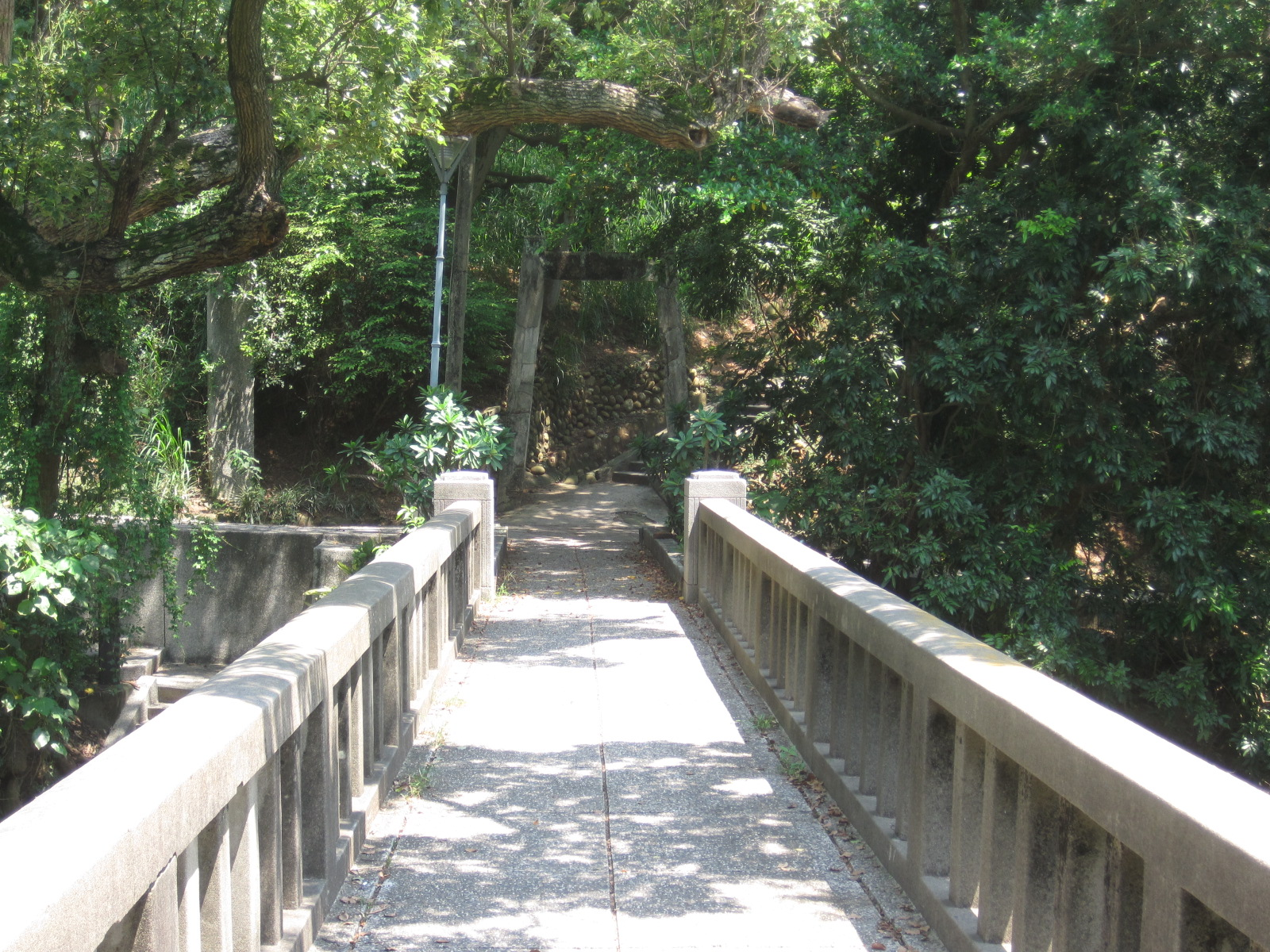
八卦山銀橋之橋面，橋的另一端有昔時吊橋的遺跡。

八卦山銀橋是臺灣日治時期的一座吊橋（鐵線橋），原址位於彰化神社前往北白川宮能久親王彰化遺跡碑的路途上。現今位在彰化縣彰化市的八卦山風景區內，跨接於八卦山文學步道中段與森林步道中段。
民國39年（1950年）12月，因吊橋年久失修，由彰化銀行出資重修，橋名因銀行出資而得「銀橋」之稱。民國92年（2003年）6月10日，八卦山銀橋被公告為歷史建築。
八卦山銀橋為鋼筋混擬土所建，為一圓拱橋。昔時橋下有水流經，有婦人會在這裡洗衣。